# Matt Ryan (attore)
Matt Ryan, nato Matthew Darren Evans (Swansea, 11 aprile 1981), è un attore britannico.

## Biografia
Nato a Swansea, in Galles, muove i suoi primi passi nel mondo del teatro nei panni di Gavroche nel musical de Les Misérables. Si diploma alla Bristol Old Vic Theatre School nel 2003 unendosi poi alla Royal Shakespeare Company l'anno successivo.
La notorietà televisiva arriva invece nel 2011 dove si fa a conoscere dal pubblico interpretando il personaggio di Mick Rawson in Criminal Minds: Suspect Behavior, spin-off della serie poliziesca di successo Criminal Minds.
Nel 2014 Ryan viene scelto per dare il volto a John Constantine nell'omonima serie televisiva della NBC dedicata a Hellblazer. Riprende il ruolo di Constantine nell'episodio crossover tra Arrow e Constantine e nella serie DC's Legends of Tomorrow
Ha inoltre prestato la propria voce e lineamenti per la creazione del personaggio di Edward Kenway nel videogioco Assassin's Creed IV: Black Flag.

## Filmografia

### Cinema
- The Pusher, regia di Matthew Vaughn (2004)
- Le scimmie assassine, regia di Robert Young (2007)
- Miss Pettigrew, regia di Bharat Nalluri (2008)
- Wild Decembers, regia di Anthony Byrne (2009)
- Le regole della truffa (Flypaper), regia di Rob Minkoff (2011)
- Warhouse, regia di Luke Massey (2013)
- 500 Miles North, regia di Luke Massey (2013)

### Televisione
- Nuts and Bolts – serie TV (2001)
- Mine All Mine – serie TV, episodi 1x02, 1x03 (2004)
- I Tudors (The Tudors) – serie TV, episodi 1x01, 1x03, 1x04 (2007)
- Consenting Adults, regia di Richard Curson Smith – film TV (2007)
- Holby Blue – serie TV, episodio 2x07 (2008)
- Torchwood – serie TV, episodio 2x04 (2008)
- Criminal Minds – serie TV, episodio 5x18 (2010)
- Criminal Minds: Suspect Behavior – serie TV, 13 episodi (2011)
- Constantine – serie TV, 13 episodi (2014-2015)
- Arrow – serie TV, episodio 4x05 (2015)
- The Halcyon – miniserie TV, 8 puntate (2017)
- Legends of Tomorrow – serie TV (2017-2022)

## Doppiaggio
- Assassin's Creed IV: Black Flag – videogioco (2013)
- Justice League Dark - film d'animazione (2017)
- Constantine: City of Demons – serie TV (2018)

## Doppiatori italiani
Nelle versioni in italiano dei suoi film, Matt Ryan è stato doppiato da:
- Niseem Onorato in Constantine, Arrow, Legends of Tomorrow, Batwoman, The Flash (John Constantine)
- Gianfranco Miranda in Legends of Tomorrow (Gwyn Davies)
- Giorgio Borghetti in Criminal Minds: Suspect Behavior
- Gabriele Lopez ne Le regole della truffa
- Francesco Prando in The Halcyon
- Roberto Gammino in Criminal Minds

Da doppiatore e sostituito da:
- Alessandro Capra in Assassin's Creed IV: Black Flag